# Виниця-при-Шмарєті
Виниця-при-Шмарєті (словен. Vinica pri Šmarjeti) — поселення в общині Шмарєшкі Топлиці, регіон Південно-Східна Словенія, Словенія.